# ヴイ・ビジョンスタジオ
株式会社ヴイ・ビジョンスタジオ（英名称：V VISION STUDIO）は、テレビ番組の映像技術プロダクションである。社団法人日本映画テレビ技術協会加盟。

## 会社概要
- 所在地：〒108-0073　東京都港区三田5-2-30[1]
- 設立：1990年10月[1]
- 資本金：3000万円[1]
- 代表者：代表取締役 篠沢雅英[1]
- 事業内容：テレビ番組等総合技術[1]

## 沿革
- 1990年10月 - 「株式会社ヴイ・ビジョン」の社名で設立[1]。
- 2001年4月 - 社名を「株式会社ヴイ・ビジョンスタジオ」に変更[1]。

## 主な技術協力番組
（凡例）無：撮影・編集技術の全般、★：撮影技術のみ、◎：編集技術のみ

### 現在
- 世界最強の勇者たち（日本テレビ）★
- 踊る!大警察24時（フジテレビ）
- お説教アイドル 叱るGENJI（ABCテレビ）
- 列島警察捜査網 THE追跡（テレビ朝日）
- まさかのホントバラエティー イカさまタコさま（TBS）★
- 暮らしに役立つ!家電の学校（BSジャパン）
- 137億年の物語（テレビ東京）★

### 過去
- 年中夢中コンビニ宴ス（テレビ朝日）
- 直撃!!ウワサの5人（フジテレビ）
- タレコミ（テレビ東京）
- 奇跡の扉 TVのチカラ（テレビ朝日）★
- 女神のハテナ（日本テレビ）◎
- 新説!?日本ミステリー（テレビ東京）★
- ロボつく（テレビ東京）★
- ゴールドハウス（フジテレビ）★
- あら簡単!世界レシピ（テレビ東京）★
- D-BOYS BE AMBITIOUS（テレビ東京）★
- 女神のキセキ（テレビ東京）★
- ごるふなでしこ（テレビ東京）
- 解禁!(秘)ストーリー 〜知られざる真実〜（TBS）★

## スタジオを使用した事のある番組
- おねがい!マスカット
- おねだり!!マスカット
- 週刊AKB
- ちょいとマスカット!
- おねだりマスカットDX!
- おねだりマスカットSP!